# Kerevalagerehalli, Turuvekere
Kerevalagerehalli là một làng thuộc tehsil Turuvekere, huyện Tumkur, bang Karnataka, Ấn Độ.